# Trachycorystes trachycorystes
Trachycorystes trachycorystes (Трахикорист чорний) — вид сомоподібних риб з роду Trachycorystes підродини Auchenipterinae родини Auchenipteridae.

## Опис
Загальна довжина сягає 35 см, в середньому 18-25 см. Голова широка, сплощена зверху, вкрита жорсткими пластинами, завдяки чому в цілому нагадує своєрідний шолом. Має тупе рило, широкого лоба. Очі маленькі. Є 3 пари доволі довгих вусів. Верхня щелепа трохи довша за нижню. Тулуб сухорлявий, кремезний. Спинний плавець високо піднято, він помірно широкий, з короткою основою. Жировий плавець нееличкий. Грудні та черевні плавці широкі, з розділеними променями. Анальний плавець помірно довгий. У самця характерний анальний плавник з першими потовщеними трубчастими променями, самиці — з округлим анальним плавцем. Хвостовий плавець широкий, зубчастий.
Забарвлення була однотонною, грифельно-чорної, з сизим відливом. Черево білого кольору.

## Спосіб життя
Є демерсальною рибою. Воліє до прісної та чистої води. Живиться дрібною рибою та водними безхребетними. Здатен видавати скреготіння плавцями, досить гучне черевне бурчання.
Статева зрілість настає у віці 2 років. Самець охоплює самицю за допомогою зубчастого спинного плавця і анального гонопоія. Копуляція тривала від 5 до 15 секунд. Плодючість становить від 500 до 2000 ікринок діаметром 3,5 мм (при набуханні — 5 мм). Інкубаційний період триває протягом 8 днів. Стартовий
Тривалість життя становить 8-12 років.

## Розповсюдження
Вид поширений у річках Амазонка, Оріноко, Ессекібо — в межах Гаяни, Венесуели та Бразилії.